# Darne
A Darne é uma metralhadora média de origem francesa.

## Desenvolvimento
A empresa francesa de fabricação de armas Darne, que se tornou famosa por suas escopetas inovadoras, começou a fabricar armas militares em 1915, quando foi contratada pelo governo francês para fabricar metralhadoras Lewis. Em 1916 esta mesma empresa anunciou o desenvolvimento de seu próprio projeto local de metralhadora. Esta arma alimentada por fita foi projetada especialmente para técnicas de fabricação rápida e sem quaisquer refinamentos desnecessários típicos da maioria das armas leves contemporâneas. O acabamento externo e a aparência da metralhadora Darne eram rudimentares, mas funcionavam bem e seu preço era muito inferior ao de qualquer arma contemporânea com características de combate comparáveis.
O exército francês testou metralhadoras Darne durante 1917/1918, mas a Grande Guerra terminou antes que os contratos de produção pudessem ser assinados. Apesar disso, durante as décadas de 1920 e 1930, a empresa Darne conseguiu refinar uma variante aérea da metralhadora a ponto de ser adotada pelas forças aéreas francesas e algumas outras para o papel de arma de observação. No entanto, havia muito mais variantes da metralhadora Darne, embora a maioria certamente tivesse menos sucesso. Por exemplo, nas décadas de 1920 e 1930, Darne ofereceu uma série de metralhadoras de peso leve alimentadas por fita para infantaria ou uso em veículos. Todas essas metralhadoras foram fabricadas de acordo com o mesmo princípio de redução de custos, mas, ao contrário de suas variantes de aeronaves, não encontraram compradores durante o período entre guerras.
Eventualmente foi substituída pela MAC 1934 para uso da Força Aérea, embora a Marinha Francesa tenha continuado a usá-las na Segunda Guerra Mundial. Pequenos números também foram exportados para Brasil, Espanha, Iugoslávia, Itália e Lituânia, e as Darne francesas capturadas foram usadas pelas forças de ocupação alemãs para defesa costeira. As armas iniciais foram fabricadas pela Darne na França, mas parece que a produção posterior foi terceirizada para a Espanha, onde poderia ser feita de forma mais barata.

## Visão geral

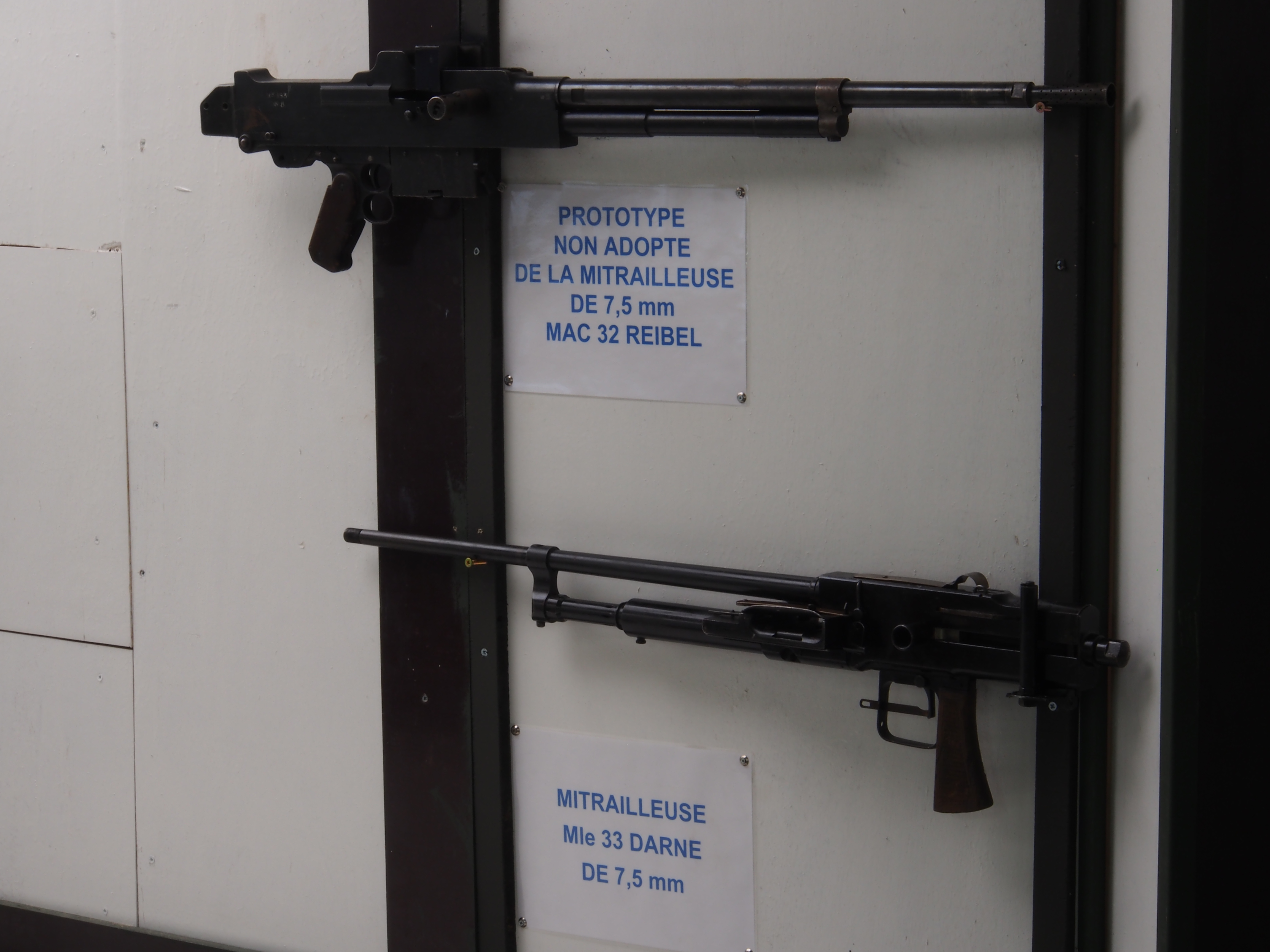
O protótipo da MAC 32 Reibel e uma metralhadora Darne em exibição no museu Ouvrage Fermont.

A metralhadora Darne é operada a gás, disparando apenas de ferrolho aberto em modo automático. A culatra é travada inclinando a parte traseira do ferrolho para cima no corte de encaixe no teto do receptáculo (semelhante ao Browning Automatic Rifle). A metralhadora Darne tem uma alimentação incomum por fita entre o pistão de gás e o cano, usando o sistema de alimentação de cartucho de dois estágios (cartucho retirado da fita para trás e depois empurrado para frente no cano). A arma geralmente possui disposições para prender uma caixa de fita diretamente abaixo do receptáculo para melhorar as características de manuseio da arma. Versões anteriores da Darne tinham câmara para os cartuchos 8mm Lebel e .303 British, mas a arma foi rapidamente atualizada para o novo cartucho militar francês 7,5mm. Algumas armas de exportação também foram fabricadas em 8mm Mauser e vários outros cartuchos.

## Variantes

### Variante terrestre
As versões de infantaria da metralhadora Darne eram normalmente equipadas com punho de pistola e gatilho do tipo fuzil abaixo do receptáculo, e coronha de madeira. Variantes alternativas apresentavam punho de pistola esqueletizado feito de metal e uma coronha de ombro dobrável para cima, também feita de metal. Um bipé dobrável ou um tripé compacto de peso leve era usado para montar as metralhadoras Darne em posições terrestres.

### Variante aérea
A variante aérea equipou aeronaves francesas até 1935, quando foi substituída pela MAC 1934, exceto em aeronaves navais. Muitas vezes criticadas por sua falta de confiabilidade na função aérea, como outros calibres de fuzil semelhantes, as balas de 7,5 mm provaram ser leves demais para o combate aéreo na Segunda Guerra Mundial.

## Operadores
- Brasil
- França
- Alemanha - Designação: 7.5 ou 8 mm leMG106 (f)
- Itália
- Lituânia
- Iugoslávia
- Espanha